# Amor, amor, amor/Besame mucho
Amor, amor, amor/Besame mucho è un singolo di Dea Garbaccio, pubblicato su 78 giri a settembre del 1945.

## Amor, amor, amor
Amor, amor, amor è una rumba lenta; la canzone è scritta da Ricardo Lopez Mendez per il testo e da Gabriel Ruiz Galindo per la musica, due autori messicani, e l'originale risale al 1943, mentre la traduzione in italiano è di Ettore Fecchi e Sergio Nati.
Nell'etichetta sono riportate solo le firme Nati-Fecchi-Ruiz, ed è quindi assente il nome dell'autore del testo originale.
L'orchestra è diretta dal maestro Beppe Mojetta.

## Besame mucho
Sul lato B vi è una cover di Bésame mucho, canzone scritta cinque anni prima dalla messicana Consuelo Velázquez e lanciata dal tenore Emilio Tuero.
Come per Amor, amor, amor, il testo in italiano è scritto da Ettore Fecchi e Sergio Nati.
L'orchestra è diretta dal maestro Pippo Barzizza.
il testo di questa canzone presenta alcuni versi in italiano ed il resto della canzone in spagnolo

## Tracce
1. Amor, amor, amor
2. Besame mucho